# Mount Chōtō
Mount Chōtō (japanisch 長頭山 Chōtō-zan, norwegisch Langskallane; jeweils für Langkopfberg) ist ein bis zu 378 m hoher Berg mit drei Gipfeln im ostantarktischen Königin-Maud-Land. An der Prinz-Harald-Küste ragt er am nördlichen Ende der Hügelgruppe Langhovde auf.
Norwegische Kartografen kartierten ihn anhand von Luftaufnahmen der Lars-Christensen-Expedition 1936/37. Vermessungen nahmen Teilnehmer einer von 1957 bis 1962 durchgeführten japanischen Antarktisexpedition vor, die ihn auch deskriptiv benannten. Das Advisory Committee on Antarctic Names übertrug 1968 die japanische Benennung ins Englische.